# Khechem El Kelb
Khechem El Kelb (arabe : خشم الكلب) est un site naturel situé dans le gouvernorat de Kasserine, au centre-ouest de la Tunisie, et couvrant une superficie de 307 hectares. Il est classé comme une réserve naturelle en 1993.